# Försvarets förvaltningsdirektion
Försvarets förvaltningsdirektion (FFD) var en svensk statlig myndighet som existerade 1954–1968. Den sorterade under Försvarsdepartementet och hade till uppgift att samordna verksamheten hos krigsmaktens centrala förvaltningsmyndigheter.

## Historik och organisation
Försvarets förvaltningsdirektion inrättades den 1 juli 1954. Den hade inledningsvis sju ordinarie ledamöter: en ordförande, souscheferna vid Armétygförvaltningen, Arméintendenturförvaltningen, Marinförvaltningen och Flygförvaltningen samt ytterligare två personer. Från och med den 1 januari 1960 utökades antalet ledamöter till åtta genom att även chefen för Försvarets fabriksverk blev ledamot av direktionen. Ordföranden och de två ytterligare ledamöterna skulle besitta erfarenhet och skicklighet på näringslivets område.
Från och med den 1 juli 1963 hade direktionen följande åtta ledamöter: en ordförande, cheferna för Armétygförvaltningen (den 1 juli 1964 namnändrad till Arméförvaltningen), Marinförvaltningen, Flygförvaltningen, Försvarets intendenturverk och Försvarets fabriksverk samt ytterligare två personer. Från och med den 1 juli 1966 var chefen för Försvarets fabriksstyrelse ledamot i stället för chefen för Försvarets fabriksverk.
Överbefälhavaren och försvarsgrenscheferna kunde inträda som ledamöter när de så fann lämpligt. Vid behov kunde cheferna för Försvarets civilförvaltning, Försvarets sjukvårdsstyrelse och Fortifikationsförvaltningen tillkallas som ledamöter. Även chefen för Försvarsstaben hade rätt att närvara, liksom chefen för Riksnämnden för ekonomisk försvarsberedskap när frågor om krigsindustriell planläggning behandlades. Från och med den 1 juli 1957 kunde även chefen för Försvarets forskningsanstalt tillkallas som ledamot. Från och med den 1 oktober 1961 kunde överbefälhavaren inte längre inträda som ledamot. Samtidigt erhöll chefen för nybildade Överstyrelsen för ekonomisk försvarsberedskap rätt att närvara vid behandling av frågor som rörde styrelsens verksamhetsområde, i stället för chefen för den avvecklade Riksnämnden för ekonomisk försvarsberedskap. Från och med den 1 juli 1963 kunde inte längre försvarsgrenscheferna och försvarsstabschefen tillkallas som ledamöter och inte heller chefen för Överstyrelsen för ekonomisk försvarsberedskap hade längre rätt att närvara. Från och med den 1 januari 1966 kunde försvarsstabschefen och chefen för Överstyrelsen för ekonomisk beredskap åter närvara vid direktionens sammanträden.
Myndighetens verksamhet reglerades av följande instruktioner:
- Kungl. Maj:ts provisoriska instruktion för försvarets förvaltningsdirektion m. m., Tjänstemeddelanden rörande lantförsvaret, serie A (TLA), 1954:41 (i kraft 1954-07-01–1959-12-31), med ändring i TLA 1957:53 (i kraft 1957-07-01).
- Kungl. Maj:ts instruktion för försvarets förvaltningsdirektion, SFS 1959:546 (i kraft 1960-01-01–1965-12-31), med ändringar i SFS 1961:469 (i kraft 1961-10-01), SFS 1962:334 (i kraft 1962-07-01), SFS 1963:291 (i kraft 1963-07-01) och SFS 1965:406 (i kraft 1965-07-01).
- Kungl. Maj:ts instruktion för försvarets förvaltningsdirektion, SFS 1965:832 (i kraft 1966-01-01–1968-06-30)

Försvarets förvaltningsdirektion uppgick den 1 juli 1968 i det nybildade Försvarets materielverk.
Försvarets förvaltningsdirektion hade sitt kontor i Stockholm.

## Verksamhet

### 1954 års instruktion
I direktionens instruktion av år 1954 föreskrevs i 1 § att den skulle ”under fredstid i vissa hänseenden samordna den verksamhet som bedrives inom armétygförvaltningen, arméintendenturförvaltningen, marinförvaltningen, flygförvaltningen, försvarets civilförvaltning, försvarets sjukvårdsstyrelse och fortifikationsförvaltningen”. Därtill ålades direktionen i 2 §:
| ” | att avgöra frågor om huvudförvaltningsprincipens tillämpning och utse huvudförvaltningsmyndighet för olika förnödenheter; att besluta om inrättande och sammansättning av sådana samarbetsdelegationer varom stadgas i 20–23 §§ och att i frågor av mera allmän räckvidd meddela delegationerna direktiv; att, utan att taga befattning med detaljspörsmål, verka för samordning och effektivisering av anskaffningsverksamheten samt att i dessa frågor giva de rekommendationer, direktionen finner påkallade, allt med beaktande av att anskaffningen bör planläggas på sådant sätt att jämnast möjliga belastning på industrien åstadkommes och, såvitt möjligt, anknytning till den krigsindustriella planläggningen erhålles; att, under hänsynstagande till de direktiv, överbefälhavaren utfärdar till de centrala förvaltningsmyndigheterna i och för tillgodoseende av krigsberedskapen och de militära operationernas planläggning och genomförande, samordna den krigsindustriella planläggningen för försvaret i dess helhet och i detta hänseende giva de rekommendationer som må finnas påkallade; samt att ägna uppmärksamhet åt att de myndigheter som omförmälas i 1 § även i övrigt samarbeta rationellt och med lämplig verksamhetsfördelning myndigheterna emellan. På direktionen ankommer att, där så bedömes lämpligt, förordna om undantag, helt eller delvis, från huvudförvaltningsprincipens tillämpning. | „ |

Om samarbetsdelegationerna föreskrevs i 20 §:
| ” | Samarbetsdelegationer skola, envar inom tilldelat verksamhetsområde, verka för att likartade arbetsuppgifter samordnas och regleras mellan berörda myndigheter samt att möjligheter till besparingar och rationaliseringar tillvaratas; verka för enhetlighet mellan berörda myndigheter i fråga om anskaffning och förvaltning av förnödenheter; beakta möjligheterna att samordna resor till utlandet; samt hålla övriga samarbetsdelegationer underrättade om frågor, som beröra dessa. | „ |

### 1959 års instruktion
I direktionens instruktion av år 1959 föreskrevs i 2 § att den skulle ”i den om fattning denna instruktion och eljest meddelade föreskrifter ange samordna den verksamhet, som bedrives av krigsmaktens centrala förvaltningsmyndigheter”. Därtill ålades direktionen i 3 §:
| ” | att utse huvudförvaltningsmyndighet för olika förnödenheter, förordna, där så bedömes lämpligt, att huvudförvaltningsprincipen helt eller delvis icke skall gälla samt avgöra övriga frågor om tillämpning av huvudförvaltningsprincipen; att, utan att taga befattning med detaljspörsmål, verka för samordning och effektivisering av anskaffningsverksamheten samt att i dessa frågor – såvitt möjligt med anknytning till krigsproduktionsplanläggningen och med beaktande i övrigt av industriella och ekonomiska synpunkter – giva de rekommendationer, som direktionen finner påkallade; att, verka för enhetliga beräkningsmetoder vid upprättande av förslag till anslagsäskanden; att – under hänsynstagande till de direktiv, överbefälhavaren finner erforderligt meddela de centrala förvaltningsmyndigheterna i och för tillgodoseende av krigsberedskapen samt för de militära operationernas planläggning och genomförande, ävensom till av riksnämnden för ekonomisk försvarsberedskap meddelade anvisningar rörande krigsproduktionsplanläggningen inom berörda förvaltningsmyndigheter – samordna krigsproduktionsplanläggningen för krigsmakten i dess helhet och i detta hänseende giva de rekommendationer direktionen finner påkallade; att ägna uppmärksamhet åt att krigsmaktens centrala förvaltningsmyndigheter även i övrigt samarbeta rationellt och på lämpligt sätt fördela sin verksamhet; samt att besluta om tillsättande och avveckling av samarbetsdelegationer, varom stadgas i 21–26 §§, och i frågor av allmän räckvidd meddela delegationerna direktiv. | „ |

Om samarbetsdelegationerna föreskrevs i 21 §:
| ” | Samarbetsdelegation, som tillsatts av förvaltningsdirektionen, skall inom tilldelat verksamhetsområde verka för att likartade arbetsuppgifter samordnas och regleras mellan berörda myndigheter samt att möjligheter till besparingar och rationaliseringar tillvaratas; verka för enhetlighet mellan berörda myndigheter i fråga om anskaffning och förvaltning av förnödenheter; samt beakta möjligheterna att samordna tjänsteresor utom riket. | „ |

### 1959 års instruktion, ändringen 1961
I 1961 års ändring direktionens instruktion 1959 föreskrevs i 2 § att den skulle ”i den omfattning denna instruktion och eljest meddelade föreskrifter ange samordna den verksamhet, som bedrives av krigsmaktens centrala förvaltningsmyndigheter”. Därtill ålades direktionen i 3 §:
| ” | att utse huvudförvaltningsmyndighet och avgöra övriga frågor om tillämpning av huvudförvaltningsprincipen; att, utan att taga befattning med detaljspörsmål, verka för samordning och effektivisering av anskaffningsverksamheten samt att i dessa frågor – såvitt möjligt med anknytning till krigsanskaffningsplanläggningen och med beaktande i övrigt av industriella och ekonomiska synpunkter – giva de rekommendationer, som direktionen finner påkallade; att – under hänsynstagande till överbefälhavarens direktiv och anvisningar för tillgodoseende av den operativa verksamheten – i samråd med överstyrelsen för ekonomisk försvarsberedskap samordna krigsanskaffningsplanläggningen för krigsmakten i dess helhet och i detta hänseende giva de rekommendationer direktioner finner påkallade; att verka för utveckling och samordning av budgettekniska regler och metoder samt i dessa frågor – under hänsynstagande till de föreskrifter och anvisningar, som meddelas av riksrevisionsverket – giva de rekommendationer, som direktionen finner påkallade; att besluta om tillsättande och avveckling av samarbetsdelegationer, varom stadgas i 21–26 §§, samt angiva riktlinjer och meddela föreskrifter för samarbetsdelegationernas verksamhet ävensom, därest så finnes lämpligt, utse ordförande i samarbetsdelegation; att utreda och framlägga förslag om åtgärder för att anstalter, förråd, verkstäder och liknande inrättningar hänförliga till viss försvarsgren, där så finnes lämpligt, skola betjäna även annan försvarsgren; att utreda och framlägga förslag om inrättande försöksvis av särskilda organisationsenheter för handhavande av gemensamma arbetsuppgifter för de centrala förvaltningsmyndigheterna; samt att ägna uppmärksamhet åt att krigsmaktens centrala förvaltningsmyndigheter även i övrigt samarbeta rationellt och på lämpligt sätt fördela sin verksamhet. | „ |

Om samarbetsdelegationerna föreskrevs i 21 §:
| ” | Samarbetsdelegation, som tillsatts av förvaltningsdirektionen, skall inom tilldelat verksamhetsområde verka för att likartade arbetsuppgifter samordnas och regleras mellan berörda myndigheter samt att möjligheter till besparingar och rationaliseringar tillvaratas; verka för enhetlighet mellan berörda myndigheter i fråga om anskaffning och förvaltning av förnödenheter; samt beakta möjligheterna att samordna tjänsteresor utom riket. | „ |

### 1965 års instruktion
I direktionens instruktion av år 1965 föreskrevs i 2 § att den skulle ”samordna den verksamhet som bedrives av krigsmaktens centrala förvaltningsmyndigheter”. Därtill ålades direktionen i 3 §:
| ” | att utse huvudförvaltningsmyndighet och avgöra övriga frågor om tillämpning av huvudförvaltningsprincipen, att, utan att taga befattning med detaljspörsmål, verka för samordning och effektivisering av anskaffningsverksamheten samt att i dessa frågor – såvitt möjligt med anknytning till krigsanskaffningsplanläggningen och med beaktande i övrigt av industriella och ekonomiska synpunkter – giva de rekommendationer, som direktionen finner påkallade, att – under hänsynstagande till överbefälhavarens direktiv och anvisningar för att tillgodose den operativa verksamheten – i samråd med överstyrelsen för ekonomisk försvarsberedskap samordna krigsanskaffningsplanläggningen för krigsmakten i dess helhet och därvid ge de rekommendationer direktioner finner påkallade, att verka för utveckling och samordning av budgettekniska regler och metoder samt i dessa frågor – under hänsynstagande till riksrevisionsverkets föreskrifter och anvisningar – ge de rekommendationer, som direktionen finner påkallade, att tillsätta samarbetsdelegationer som avses i 21–26 §§ samt ange riktlinjer och meddela föreskrifter för delegationernas verksamhet, att utreda och om så finnes lämpligt föreslå åtgärder för att anstalter, förråd, verkstäder eller liknande inrättningar vid viss försvarsgren skola betjäna även annan försvarsgren, att utreda och föreslå att särskilda organisationsenheter inrättas försöksvis för gemensamma arbetsuppgifter hos krigsmaktens centrala förvaltningsmyndigheter, att ägna uppmärksamhet åt att krigsmaktens centrala förvaltningsmyndigheter även i övrigt samarbeta rationellt och fördela sin verksamhet på ändamålsenligt sätt. | „ |

Om samarbetsdelegationerna föreskrevs i 21 §:
| ” | Samarbetsdelegation skall verka för att hos de myndigheter som beröras av delegationens arbete likartade arbetsuppgifter samordnas och regleras samt möjligheter till besparingar och rationaliseringar tillvaratas, enhetlighet åstadkommes vid anskaffning och förvaltning av förnödenheter, samt tjänsteresor utom riket samordnas. | „ |

## Ordförande och ledamöter

### Ordförande
- 1954–1966: Christian von Sydow[20]
- 1966–1968: Sten Wåhlin[11]

### Myndighetschefer som var ledamöter
- 1954–1963: souscheferna vid Armétygförvaltningen, Arméintendenturförvaltningen, Marinförvaltningen och Flygförvaltningen
- 1960–1966: chefen för Försvarets fabriksverk
- 1963–1968: cheferna för Armétygförvaltningen (1964 namnändrad till Arméförvaltningen), Marinförvaltningen, Flygförvaltningen och Försvarets intendenturverk
- 1966–1968: chefen för Försvarets fabriksstyrelse

### Ledamöter med personligt förordnande
- 1954–1968: Hans Hagnell[11]
- 1954–1962: Gustaf Sahlin[21][22]
- 1962–1967: Lars Wirström[23]
- 1967–1968: Harald Westling[11]